# コスタリカ海軍艦艇一覧
コスタリカ海軍艦艇一覧は、コスタリカ共和国海軍が過去保有した、または現在保有する、または将来保有する予定の、未完成・計画中止を含めた歴代艦艇一覧である。
凡例

## 現有勢力（2007年現在）
- 国防予算：
- 海軍人員：
- 艦船隻数：

## 艦艇一覧（近代海軍）

### 哨戒艦艇

#### 哨戒・警備艦艇
- 英『No.50』型 - 1隻 ※ ヤーロー型